# さすがや
株式会社さすがやは、東京都台東区東上野1丁目に本拠を置く買取専門店を全国展開する企業。2025年5月現在、関西・四国を除く全国に100店舗を運営する。

## 概要
2018年7月6日設立。貴金属・宝石・ブランド品の買取専門店を全国に100店舗を運営し（2025年5月現在）、フランチャイズ展開も行う。北海道20店舗、東北30店舗、関東13店舗（販売店2店舗）、甲信越20店舗、東海3店舗、北陸2店舗、中国2店舗、九州2店舗、沖縄に3店舗。また、SASUGAYA OUTLETという販売店も持つ。創業4年目で既存店売上高23億円とし、東京と地方の格差是正に取り組んだことなどが評価され、2023年『ベストベンチャー100』に選定された。

### 特徴
発祥は宝石店で、本店は今なお宝石店であるが、その後、客から買い取った品物を業者に販売するC to Bビジネスを開始。「東京と地方の格差是正を実現する」とする方針を掲げ、地方での出店に注力。最初の店舗は、北海道北見市というロケーションであったが、適正価格で買い取りをすることで想像を上回る需要があったという。「スマホ修理SHOP」も併設する。
遺品整理士が在籍するなど、社員の資格取得にも注力。

### 社名とロゴ
社名の由来は、関わる人すべてに「流石や!｣ と驚いてもらいたいとする思いから。会社ロゴは、客の「いらない」を漏らさず受け留める『手の平』をモチーフにし、青・ピンク・緑のカラーはそれぞれ、「誠実」「地域格差の払拭」「環境保全」を意味するという。

## 沿革
- 2018年 - 7月6日、佐藤貴夫により設立。
- 2021年 - 12月21日、代表者の著作『田舎の三流人生大逆転術』（幻冬舎）が刊行[17]。
- 2023年
  - 東京と地方の格差是正に取り組んだことなどが評価され、2023年『ベストベンチャー100』選定[10]。
  - 4月1日、販売店「SASUGAYA OUTLET」を上野・アメ横にオープン[18]。
- 2024年 - 9月28日、「中居正広の土曜な会」（テレビ朝日）に出演[19]。